# Nierównowaga podażowa
Nierównowaga podażowa – sytuacja, kiedy przy danej cenie ilość dóbr lub usług oferowanych nie jest równa zgłaszanemu na nie popytowi.
Przyczyną nierównowagi podażowej mogą być pozytywne i negatywne makroekonomiczne szoki podażowe.
Negatywny makroekonomiczny szok podażowy może być spowodowany wzrostem kosztów produkcji. Przykładowo w sytuacji wzrostu cen materiałów wykorzystywanych w procesie produkcyjnym, przedsiębiorstwa dla danych wielkości oferowanych dóbr podnoszą ceny, aby pokryć rosnące koszty produkcji. W modelu AD-AS w krótkim okresie negatywny szok podażowy powoduje przesunięcie linii krótkookresowej zagregowanej podaży (SRAS, ang. short-run aggregate supply) do góry. Jednocześnie popyt zgłaszany na oferowane dobra nie ulega zmianie – linia zagregowanego popytu AD nie zmienia położenia. W takiej sytuacji dochodzi do nierównowagi rynkowej – popyt i podaż nie równoważą się przy określonej cenie na oferowane dobra.
Pozytywny makroekonomiczny szok podażowy może być spowodowany spadkiem kosztów produkcji. W tej sytuacji przedsiębiorstwa przy danej cenie dóbr mogą zaoferować ich większą ilość. W modelu AD-AS w krótkim okresie pozytywny szok podażowy powoduje przesunięcie linii krótkookresowej podaży SRAS w dół. Podobnie jak w przypadku negatywnego szoku podażowego, popyt zgłaszany na oferowane dobra nie ulega zmianie – linia zagregowanego popytu AD nie zmienia położenia. W takiej sytuacji dochodzi do nierównowagi rynkowej – popyt i podaż nie równoważą się przy określonej cenie na oferowane dobra.